# 加里山

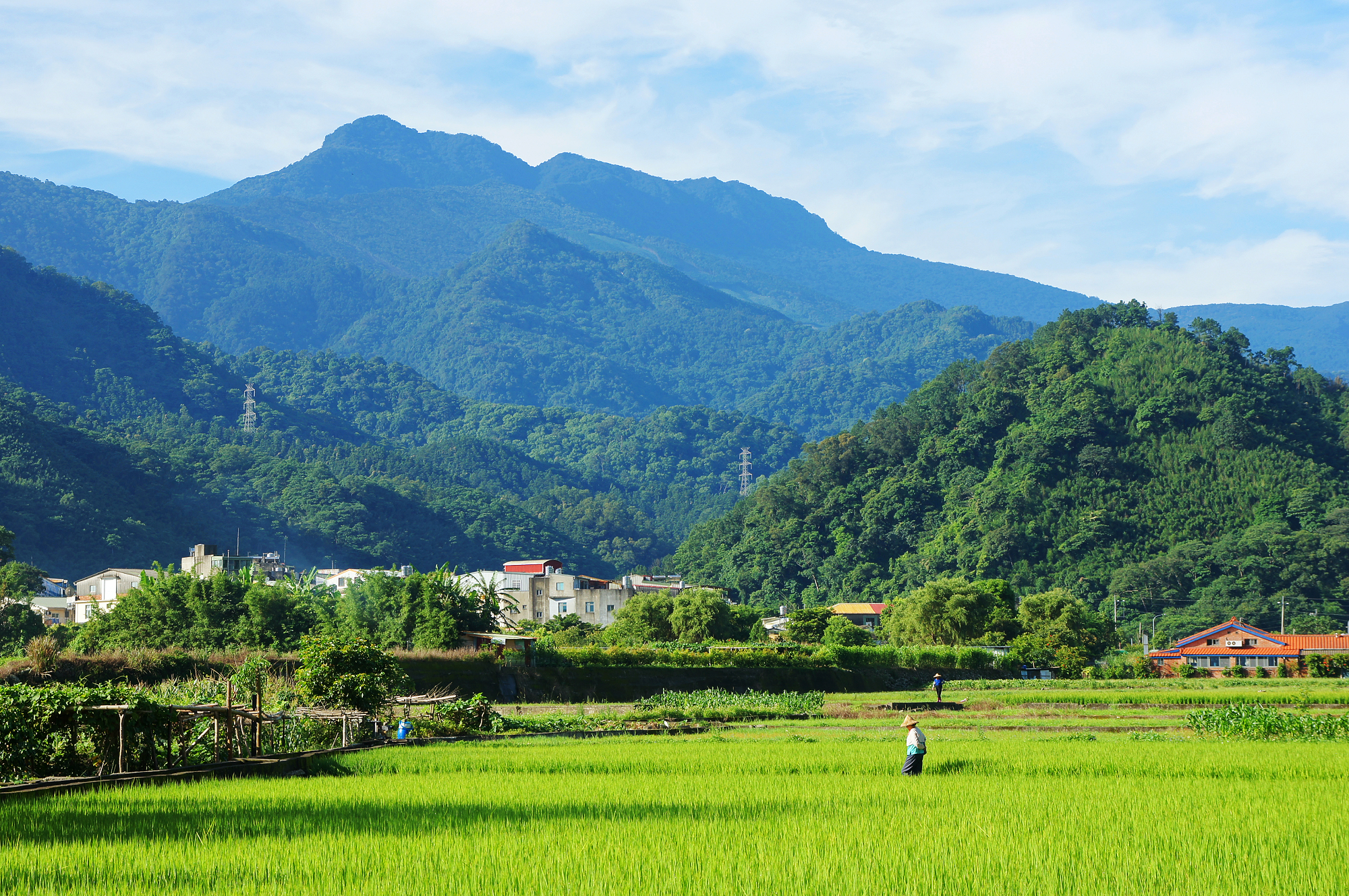
南庄郷から見る加里山

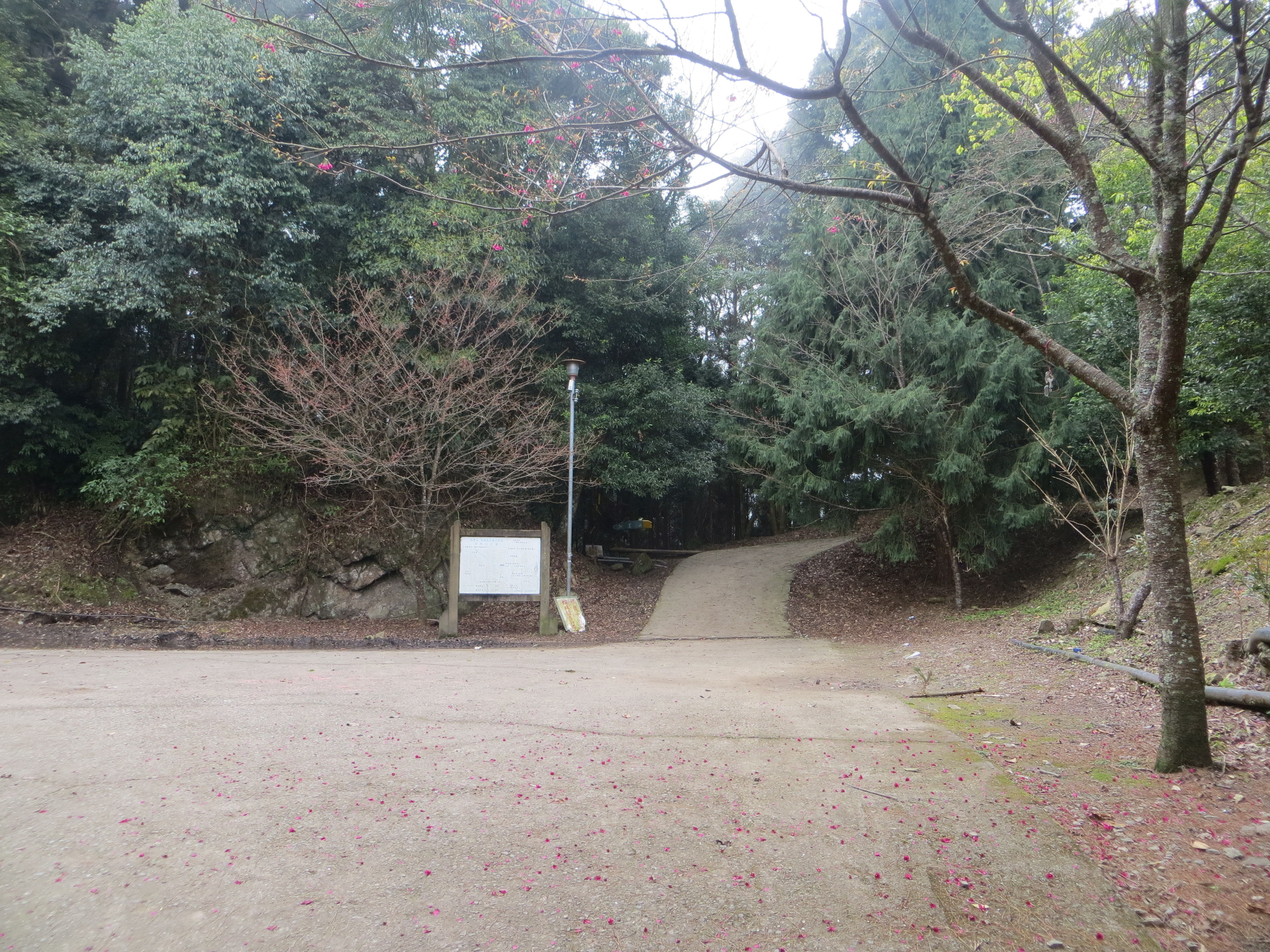
加里山登山口（南庄郷）

加里山（かりさん、英語: Jiali Mountain）は、台湾の苗栗県南庄郷と泰安郷に跨る山で、加里山山脈に属し、標高は2,220メートルである。台湾小百岳の一つであり、苗栗の主要河川である中港渓と後龍渓の源流でもあり、「苗栗県山」とも呼ばれている。古くは「加里仙山」、「三台山」、「嘉璃山」と呼ばれていた。 
また、山容が富士山に似ている訳でないが、日本統治時代には数ある台湾の郷土富士の中、一番乗りで「台湾富士」とも呼ばれていた。

## 参照項目
- 郷土富士